# Aloe dinteri
Aloe dinteri é uma espécie de liliopsida do gênero Aloe, pertencente à família Asphodelaceae.